# Šťastni v lásce
Šťastni v lásce, v originále Love Happy, je americká komedie bratří Marxů z roku 1950, která trvá 85 minut.